# قصر الخراب
قصر الخراب يقع القصر في القريات شمال المملكة العربية السعودية.

## الوصف
يقع القصر في قرية إثره، ويفصله عنها حاليًا الطريق الدولي المتجه من القريات إلى طريف، وهو عبارة عن غرف مهدمة وسور كبير بني بالحجارة البازلتية، وحسب ما ذكره رئيس وحدة الآثار بتعليم القريات أن الرحالة وينبت عندما زار المنطقة شاهد أساسات معبد نبطي في موقع رأس العانية بقرية أثره، وعندما زار المنطقة فريق المسح الأثري التابع لإدارة الآثار في عام 1396 هـ لم يعثر على المعبد الذي ذكره وينبت ومن المتوقع أن قصر الخراب هو المعبد الذي أشارإليه الرحالة.